# Roger O’Donnell
Roger O’Donnell (ur. 29 października 1955 w Londynie) − brytyjski keyboardzista najbardziej znany ze współpracy z zespołem The Cure.
Oprócz The Cure grał w zespołach: Thompson Twins, Berlin i The Psychedelic Furs.

## Współpraca z The Cure
Roger O’Donnell dołączył do The Cure w 1987 roku, zastępując keyboardzistę Laurence’a Tolhursta. Nagrał z zespołem albumy: Disintegration, Wild Mood Swings, Bloodflowers i The Cure. Wystąpił dwukrotnie w listopadzie 2002 z zespołem na Tempodromie w Berlinie (oba koncerty z tego miejsca zostały wydane na pojedynczym DVD pod nazwą Trilogy). Grał w zespole w latach 1995 - 2005 i ponownie gra od 2012 r.